# Etiopia ai Giochi della XXX Olimpiade
L'Etiopia ha partecipato ai Giochi della XXX Olimpiade, svoltisi a Londra dal 27 luglio al 12 agosto 2012, con una delegazione di 35 atleti.

## Medaglie
| Medaglia | Atleta            | Sport            | Prova                       |
| -------- | ----------------- | ---------------- | --------------------------- |
| Oro      | Tirunesh Dibaba   | Atletica leggera | 10000 metri piani femminili |
| Oro      | Tiki Gelana       | Atletica leggera | Maratona femminile          |
| Oro      | Meseret Defar     | Atletica leggera | 5000 metri piani femminili  |
| Argento  | Dejen Gebremeskel | Atletica leggera | 5000 metri piani maschili   |
| Bronzo   | Tariku Bekele     | Atletica leggera | 10000 metri piani maschili  |
| Bronzo   | Sofia Assefa      | Atletica leggera | 3000 metri siepi femminili  |
| Bronzo   | Tirunesh Dibaba   | Atletica leggera | 5000 metri piani femminili  |